# Banogne-Recouvrance
Banogne-Recouvrance település Franciaországban, Ardennes megyében. Lakosainak száma 163 fő (2022. január 1.). Banogne-Recouvrance Condé-lès-Herpy, Hannogne-Saint-Rémy, Saint-Fergeux, Saint-Germainmont, Saint-Quentin-le-Petit és Le Thour községekkel határos.

## Népesség
A település népességének változása:
| Lakosok száma | 216  | 166  | 128  | 157  | 167  | 160  | 157  | 159  | 160  | 163  |
|               | 1968 | 1982 | 1990 | 2006 | 2013 | 2015 | 2017 | 2019 | 2020 | 2022 |